# Joachim Heinrich von Dürfeld
Joachim Heinrich von Dür(r)feld ( † 21. Juni 1745 in Böhmisch Bunzlau) war ein kursächsischer Generalleutnant.
Er kam schon in jungen Jahren zur sächsischen Kavallerie und stieg dort zum Major im Dragoner-Regiment Unruh auf. 1722 wurde er Exerziermeister im Regiment und am 5. Februar 1722 zum Oberstleutnant befördert. Anschließend wurden ihm vom Feldmarschall Jacob Heinrich von Flemming noch die Anweisung gegeben die Exerzierbücher der Offiziere und Unteroffiziere auf Sicherheit und Egalität zu prüfen. Dürfeld blieb in dieser Stellung bis zum 22. August 1729, dann wurde er als Oberst und Kommandeur in die Karabiner-Garde versetzt. In dieser Stellung befehligte er die Garde 1730 im Zeithainer Lustlager sowie 1733 im Polnischen Erbfolgekrieg in Polen. Am 15. Dezember 1739 wurde er zum Generalmajor und Inspekteur der Kavallerie ernannt.
1741 sammelte sich die sächsische Armee und auch Dürfeld unter General Friedrich August Rutowski bei Eulenburg, um anschließend mit den Preußen in Böhmen und Mähren zu kämpfen. Bereits 1742 kehrte die Armee aus dem Ersten Schlesischen Krieg zurück. Im Zweiten Schlesischen Krieg kämpften die Sachsen ab 1744 unter dem Herzog von Weißenfels mit den Österreichern gegen die Preußen, zunächst in Böhmen und dann in Schlesien, wo die Österreicher 4. Juni 1745 bei Hohenfriedberg eine schwere Niederlage erlitten. Dürfeld befand sich bei der Vorhut und wurde durch einen Säbelhieb im Gesicht und am Hals schwer verletzt. Die Wunde wurde erfolgreich versorgt, da sich der General aber nicht schonte, entzündete sie sich schwer und er starb am 4. Juni 1745 in Böhmisch Bunzlau. Noch kurz vorher war er zum Generalleutnant befördert worden.

## Familie
Joachim Heinrich von Dürfeld war der Sohn des königlich polnischen und kursächsischen Rittmeisters Joachim Heinrich von Dürfeld und Enkel des Joachim von Dürfeld.
Dürfeld heiratete Christina Agnes von Kötteritz (* 1699; † 28. Februar 1767), eine Tochter des Geheimen Rates Wolf Siegfried von Kötteritz aus dem Haus Beucha und Steinbach. Das Paar hatte mehrere Kinder:
- Georg Heinrich von Dürfeld (19. Juni 1726 in Freiberg; † 8. Februar 1729 ebenda)
- Christiane Henriette von Dürfeld (* 12. August 1727 in Freiberg)
- Wilhelmine Charlotte von Dürfeld (* 26. Dezember 1728 in Freiberg)
- Joachim Heinrich von Dürfeld (* 16. Dezember 1729 in Freiberg; † 22. April 1785 zu Schmiedeberg), kurfürstlich sächsischer Oberst im Regiment des Prinz Eugen ⚭ N.N. Deren Kinder:
  - Barbara Henriette von Dürfeld (* 1762 in Warschau; † 1764 in Weißenfels)
  - Maria Christiane Karoline von Dürfeld (* 11. April 1764 in Weißenfels) ⚭ 1785 Franz Moritz von Hartmann (* 28. August 1749 zu Kitzscher), sächsischer Rittmeister bei den Husaren.
  - Julius Joachim Heinrich von Dürfeld (* 12. Oktober 1765 in Drößig), studierte in Wittenberg
- Hans Carl von Dürfeld (* 12. November 1731 in Zeitz)[7]
- Eleonore Luise von Dürfeld (* 8. Februar 1734 in Zeitz)[7] ⚭ 1764 Eckhard Adam von Stammer (* 1725; † 21. April 1799), kurfürstlich sächsischer Generalmajor[8]
- Johanna Carolina von Dürfeld (* 7. Juni 1735 in Zeitz)[7]
- Augusta Henriette von Dürfeld ⚭ Moritz Julius Heinrich von Unzer, Sächsischer Oberst
- Henriette Agnes von Dürfeld  ⚭ 1. September 1767 in Eckartsberga mit Ernst Christian von Schierbrand (* 9. März 1724 zu Kirchheiligen; † 16. Juli 1786 in Naumburg), kurfürstlich sächsischer Major.[9] Sie hatten einen Sohn und eine Tochter.
- Johanne Friederike von Dürfeld ⚭ 1763 Ernst Friedrich Carl von Beust, brandenburgischer Kammerherr und Hauptmann